# Kutinaïta
La kutinaïta és un mineral de la classe dels sulfurs.

## Característiques
La kutinaïta és un sulfur d'argent, coure i arsènic, de fórmula química Ag₆Cu14As₇. Cristal·litza en el sistema isomètric, formant petits grans fent intercreixements amb la novakita. La seva duresa a l'escala de Mohs és 4,5.
Segons la classificació de Nickel-Strunz, la pertany a «02.AA: Aliatges de metal·loides amb Cu, Ag, Au» juntament amb els següents minerals: domeykita-β, algodonita, domeykita, koutekita, novakita, cuprostibina, al·largent, discrasita, maldonita i stistaïta.

## Formació i jaciments
Es forma en filons hidrotermals rics en carbonats. Sol trobar-se associada a altres minerals com: novakita, koutekita, paxita, arsenolamprita, löllingita, al·largent, koutekita, domeykita, lautita, arsènic, plata o proustita. Va ser descoberta a Černý Důl, Riesengebirge (Regió de Hradec Králové, Bohèmia, República Txeca). També se n'ha trobat a Rabejac (França), Nieder-Beerbach (Alemanya) i a Meskani (Iran).